# Weöres Sándor
Weöres Sándor [ejtsd: vörös] (Szombathely, 1913. június 22. – Budapest, 1989. január 22.) Kossuth- és Baumgarten-díjas magyar költő, író, műfordító, filozófus, irodalomtudós, muzeológus. Felesége Károlyi Amy költő volt.

## Élete

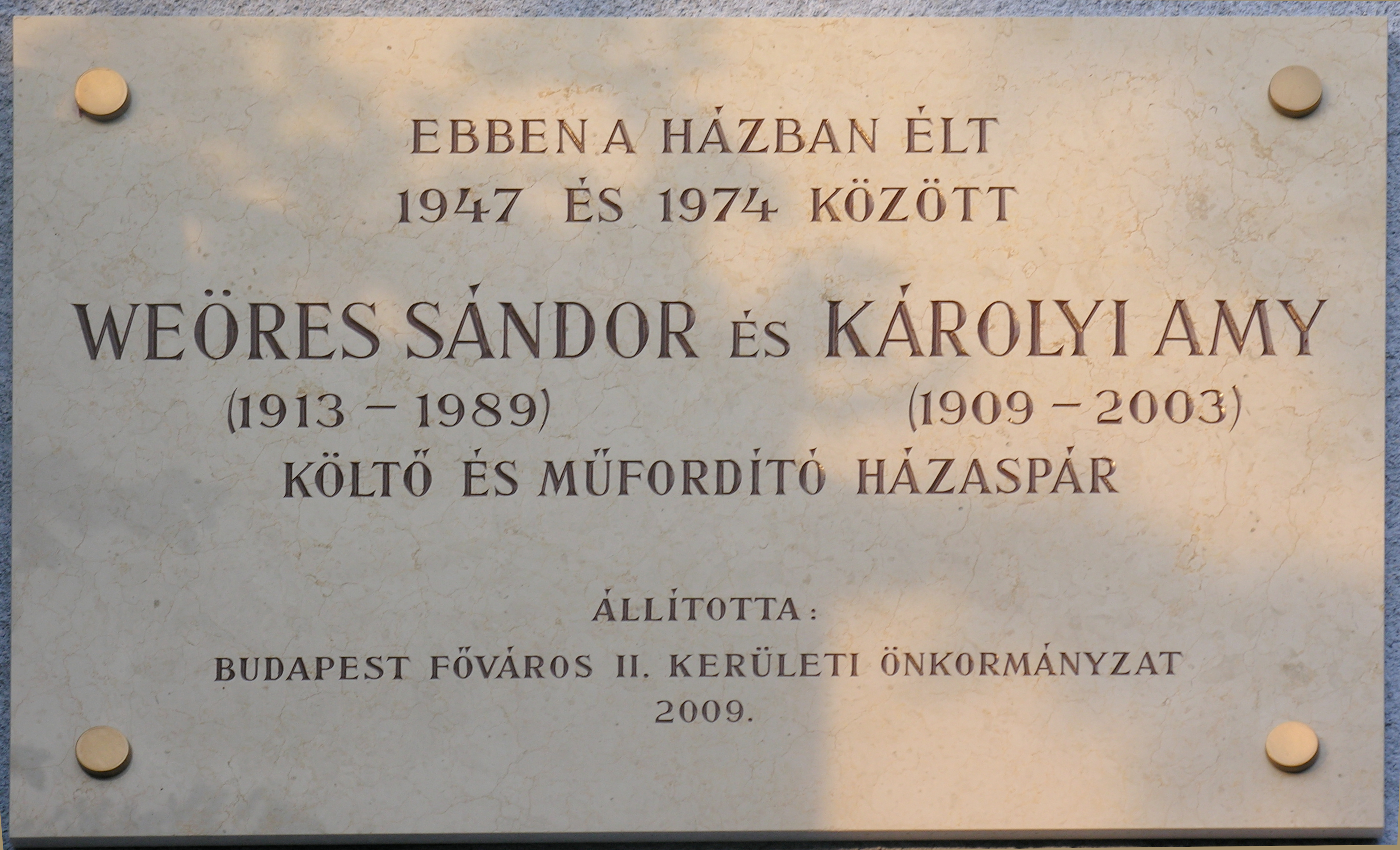
Weöres Sándor és Károlyi Amy emléktáblája egykori lakhelyükön, a Törökvész út 3/c szám alatt

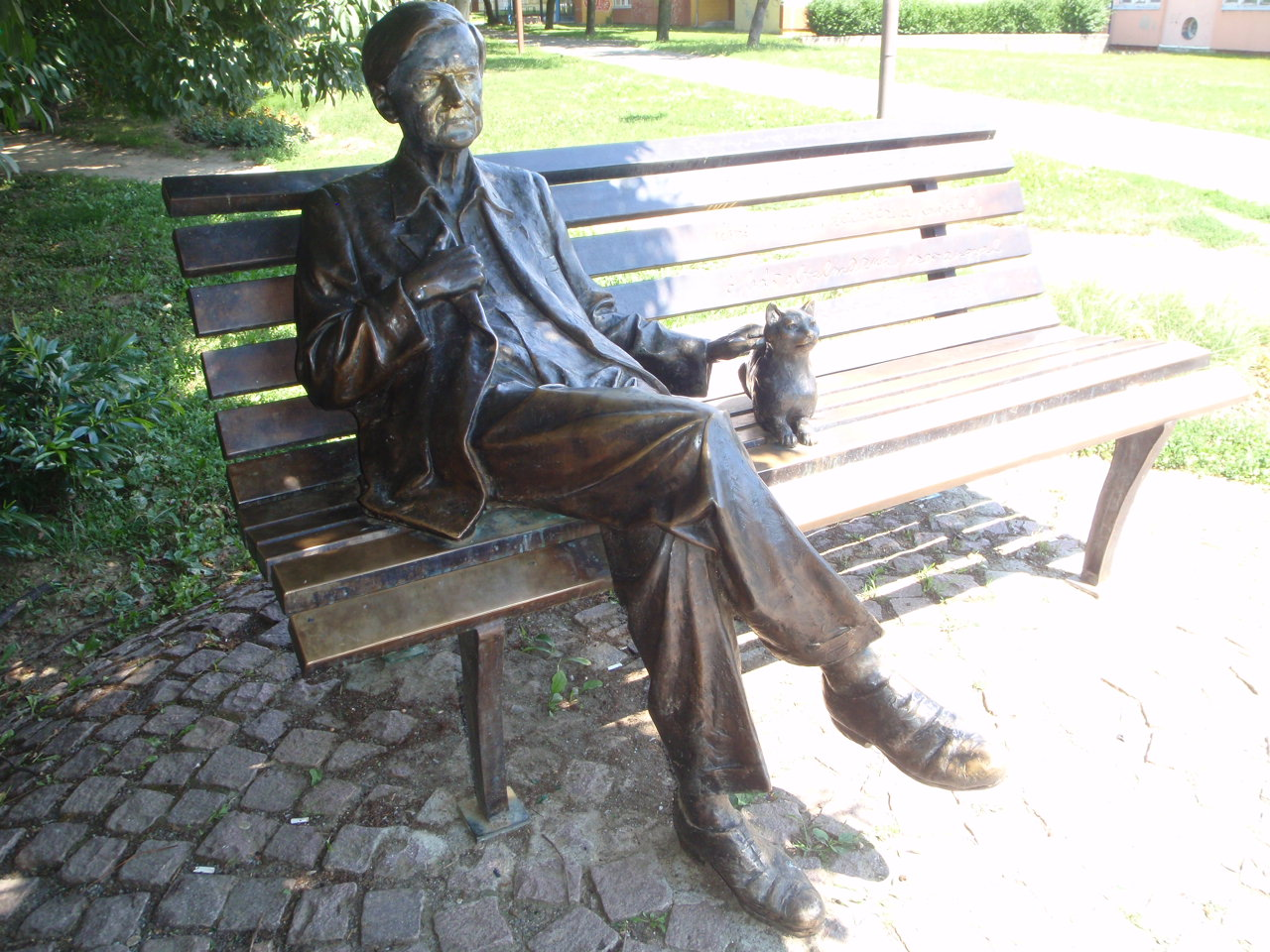
Szombathely, Perint parti park: a költő ülő szobra

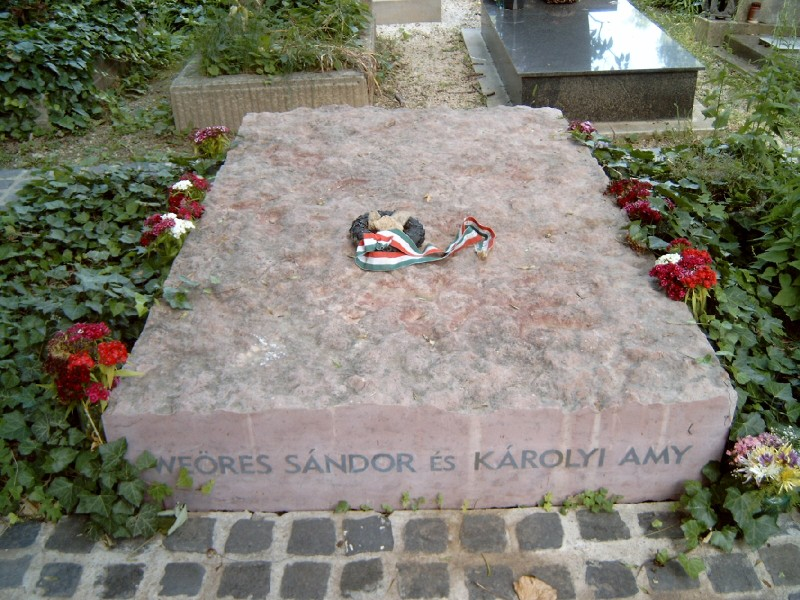
Weöres Sándor és felesége, Károlyi Amy sírja Budapesten. Farkasréti temető: 9/1-1-182/184. Holdas György szobrászművész alkotása (1989)

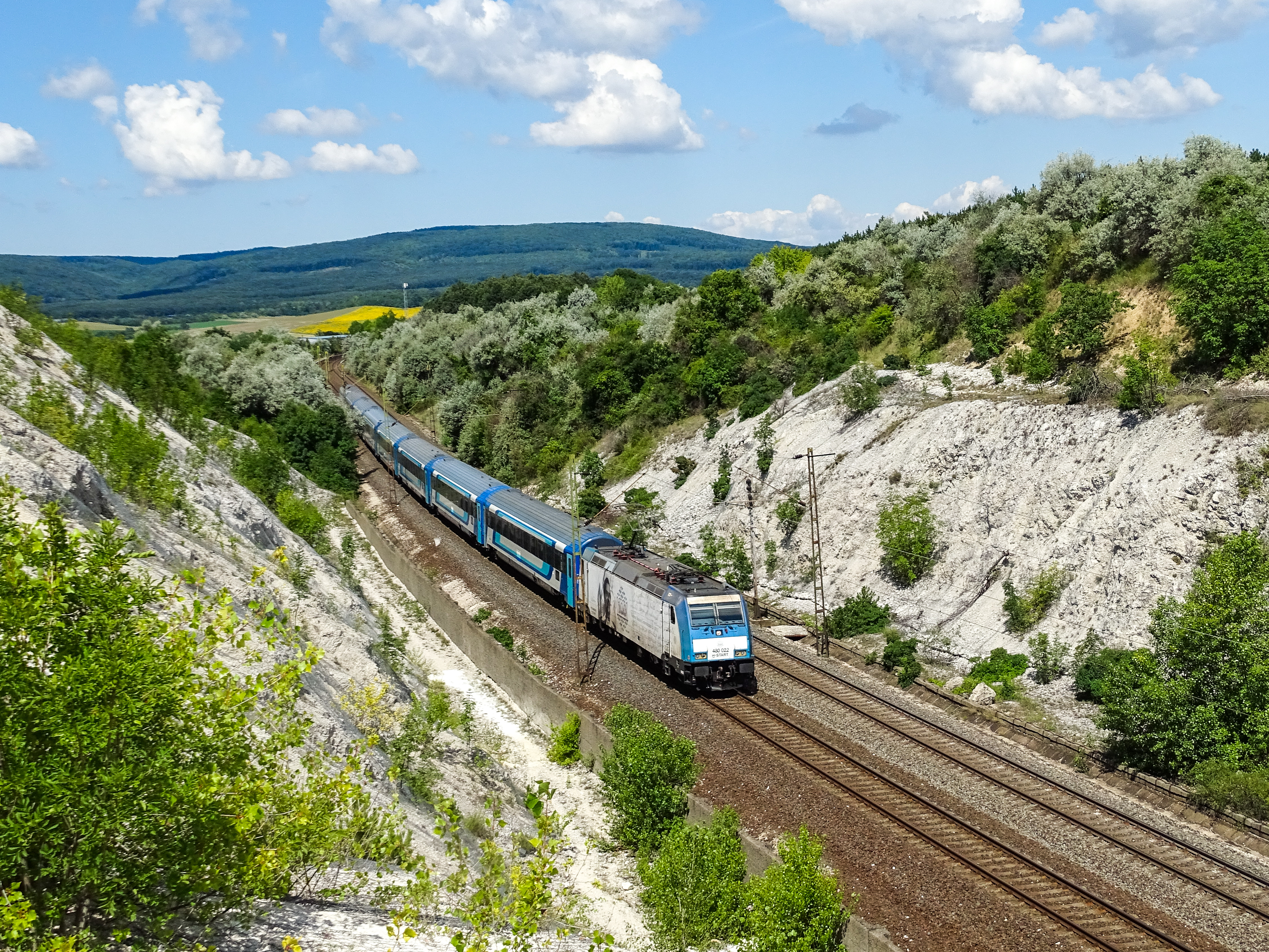
Születése 100. évfordulója alkalmából a MÁV az egyik mozdonyát fölmatricázta a tiszteletére (ld. még: Werbelok)

Apja, id. Weöres Sándor hivatásos katona, huszártiszt, földbirtokos volt; anyja, Blaskovich Mária nagyszebeni, gazdag, részben szerb származású polgárcsaládból származott. Két testvére volt, Anna és István.
Tanulmányait a pápai evangélikus elemi iskolában kezdte meg, majd a csöngei evangélikus elemiben folytatta (1919–23). Csöngén azonban rossz egészségi állapota miatt hamarosan magántanuló lett, az iskolát így végezte el. 1924-ben beiratkozott a szombathelyi Faludi Ferenc Reálgimnáziumba. Ekkoriban Pável Ágoston kosztos diákja volt, s vele a későbbiekben is fennmaradt fiúi jó viszonya. 1928 júliusában a szombathelyi Hír közölte első novelláját (Egyszer régen…), ősszel pedig négy verse jelent meg az Erőben. Elküldte első verseit Osvát Ernőnek, a Nyugat szerkesztőjének is, aki kedvezően fogadta őket. 1929-ben a 6. osztályból még bizonyítványosztás előtt kimaradt, attól félve, hogy úgyis megbuktatják. 1929 nyarán felkereste Kosztolányi Dezsőt a Logodi utcában, s Babits Mihállyal is személyes kapcsolatba került. Még ebben az évben átment Győrbe, ahol magántanulóként újra el kellett végeznie a 6. osztályt, s ettől kezdve már nyilvános, rendes tanulóként folytatta tanulmányait. 1931-től Sopronban tanult, s itt érettségizett 1932 júniusában. 1931 végén néhány versét elküldte Babitsnak, aki a Hajnal címűt (amelyet Weöres 1934-ben Cselédlányok címmel vett föl első kötetébe) a Nyugat 15–16. számában kinyomatta. 1931 telén két újabb verset is megjelentetett (Jajgatás, Kicsinyesek), majd 1941-ig – a folyóirat fennállásáig – összesen 64-et.
Még középiskolás korában ismerkedett meg Illés Árpád festőművésszel, akivel életre szóló barátságot kötött. Erről így emlékezett a költő:
"Illés Árpádról és műveiről írva, nem lehetnék elfogulatlan kritikus, mert egyik legrégibb jóbarátom. Amikor Győrben megismerkedtünk, ő húszéves festőnövendék volt, én pedig tizenhat éves középiskolás. Ő vezetett be a képzőművészetbe, és győri kollégái, Borsos Miklós, Endrédy György. Mindegyiktől sokat tanultam, de legtöbbet Illés Árpádtól: lassanként rányílt a szemem korai festményeinek érzékeny szín-harmóniáira. ... Festő barátom aztán Győrből Budapestre költözött, én Pécsett egyetemista lettem. De ha Pesten jártam, többnyire nála laktam, néha hónapokig is. Sokat vitatkoztunk. Ezeknek a beszélgetéseknek néhány töredékét bevettem A teljesség felé című prózavázlatkönyvembe, amelyet rajzokkal ő illusztrált. Több verskötetem címlapja tőle való (Elysium, Tűzkút, Merülő Saturnus); szeretem e címlapokat, büszke vagyok rájuk." 
A költő és Illés Árpád kapcsolatát az Országos Széchényi Könyvtár 2013-ban Weöres Sándor születési centenáriumára rendezett kiállítás honlapja részletesen tárgyalja. Érettségi után másfél évig apja gazdaságában dolgozott. 1933 őszén Pécsre utazott, és beiratkozott az Erzsébet Tudományegyetem jogi karára, majd átment a bölcsészkarra (földrajz–történelem szakra), végül filozófia–esztétika szakon szerzett diplomát. Egyetemi évei alatt a Batsányi Kör és a Janus Pannonius Társaság munkájába is bekapcsolódott. Ekkoriban kötött barátságot Takáts Gyulával, Tatay Sándorral és Fülep Lajos professzorral, valamint szoros kapcsolatot ápolt Csorba Győzővel, a Budapesten élő Vas Istvánnal, Jékely Zoltánnal és a debreceni Kiss Tamással is. Egyetemi évei alatt megalapította a Pécs jelképére utaló Öttorony című folyóiratot. 1934-ben Kárpáti Aurél Új Magyar Líra c. válogatásában már ő is helyet kapott, egy év múlva pedig napvilágot látott a tizenkét fiatal költőt felvonultató Korunk c. antológia. 1935-ben Weöres Baumgarten-jutalomban, egy évvel később Baumgarten-díjban részesült; ezekből későbbi utazásait fizette. ’35 nyarán észak-európai, ’37 elején pedig hosszú távol-keleti utazást tett: a genovai kikötőben szállt hajóra, onnan Nápolyon keresztül Egyiptomba vezetett az útja, majd az arab és az indiai vizeken át Bombay következett; India után Ceylon érintésével eljutott Szingapúrba, Manilába és Sanghajba is. Az egyetem elvégzését követően Halasy-Nagy József vezetésével írta meg doktori disszertációját (A vers születése). 1939-ben doktorrá avatták; disszertációját még ugyanebben az évben kiadta a Pannónia c. egyetemi lap.
Pécsett 1941-ben állították fel a Városi Könyvtárat, amelynek megszervezésével és vezetésével Weörest bízták meg. Mivel ehhez a munkához se könyvtárosi végzettsége, se gyakorlata nem volt, az ehhez szükséges alapok egy részét Várkonyi Nándor mellett a pécsi egyetemi könyvtárban, másik részét a Pázmány Péter Tudományegyetem könyvtárában szerezte meg. A Nyugat 1941 augusztusi megszűnése után Weöres a Sorsunkon kívül elsősorban a Magyar Csillagban, a Válaszban, később pedig a Diáriumban közölte verseit. Közben az Öttorony szerkesztőségén belül már 1941-től – főleg esztétikai, irodalmi jellegű – ellentétek alakultak ki. Weöres és Csorba Győző formálisan kivált a szerkesztőségből, de 1942 júliusáig – Weöres végső távozásáig – továbbra is részt vettek annak munkájában.
1943 őszén a költő a fővárosba költözött, és az Országos Széchényi Könyvtár munkatársa lett. A világháború befejezésekor viszont már Csöngén tartózkodott, és a következő évet is az apai birtokon töltötte, majd rövid ideig Székesfehérváron dolgozott múzeumi tisztviselőként, és az ottani Vörösmarty Társaságban is tevékenykedett. 1946-ban Weöres házasságot kötött Károlyi Amyval, akivel első utazásuk Rómába vezetett. Olaszországból visszatérve Weöres a Magyar Tudományos Akadémia könyvtárában dolgozott, itt ismerkedett meg Lator Lászlóval. A házaspár ekkoriban a Törökvész út 3/c szám alatti erkélyes házban lakott. Weöres 1959-ben két hosszabb utazást is tett feleségével: májusban Kínába, ősszel pedig Görögországba látogattak. A 60-as évek elején eljutottak Dubrovnikba, 1965-ben pedig New Yorkba. 1966 júliusában a házaspár Londonba utazott, ahol Weöres felolvasást tartott a Szepsi Csombor Kör estjén.
1970-ben és 1971-ben is irodalmi Nobel-díjra jelölték, a rangos elismerésre mindkét alkalommal Kibédi Varga Áron, az amszterdami egyetem francia irodalom tanszékvezető tanára terjesztette fel. Ugyanebben az évben megkapta a Kossuth-díjat és az osztrák állam elismerő díját is. A Kossuth-díjjal járó pénzből Pásztor Béla emlékére díjat alapított. Ugyancsak ’70-ben jelent meg első angol nyelvű versválogatása Edwin Morgan fordításában, amelyet egy évvel később a német Suhrkamp Kiadó által készített Der von Ungarn c. kötet követett. 1972-ben feleségével elköltöztek a Muraközi utca 10/A szám alatti kertes házba, ahol azután Weöres élete végéig lakott. Utolsó nagy fellépése 1980-ban volt, amikor Károlyi Amyval, Juhász Ferenccel és Nemes Nagy Ágnessel közösen felolvasást tartott a londoni Riverside Studióban. 1982-ben Forintos-díjjal jutalmazták. Eszméletét veszítve halt meg 1989. január 22-én Budapesten. Február 9-én kísérték utolsó útjára a Farkasréti temetőben.

## Művei[m 1]

### Szépirodalmi művek
- Hideg van. Versek. Kultúra Könyvnyomdai Műintézet, Pécs, 1934
- A kő és az ember. Versek. Nyugat, Budapest, 1935
- A teremtés dicsérete. Versek. Janus Pannonius Társaság, Pécs, 1938
- A holdbeli csónakos. Kalandos játék húsz képben. Budapest, 1941
- Theomachia. Drámai költemény. Dunántúli Könyvkiadó, Pécs, 1941
- Bolond Istók. Elbeszélő költemény prózában; Egyetemi Ny., Budapest, 1943 (Diárium könyvtár) Királyi Magyar Egyetemi Nyomda, Budapest, 1943
- Medúza. Versek. Királyi Magyar Egyetemi Nyomda, Budapest, 1944
- A teljesség felé. Móricz Zsigmond Kiadó, Budapest, 1945
- A szerelem ábécéje. Versek. Új Idők Irodalmi Intézet R. T. (Singer és Wolfner), Budapest, 1946
- Elysium. Versek. Móricz Zsigmond Kiadó, Budapest, 1946
- Gyümölcskosár. Versek. Hincz Gyula rajzaival. Új Idők Irodalmi Intézet R. T. (Singer és Wolfner), Budapest, 1946
- A fogak tornáca. Versek. Egyetemi Nyomda, Budapest, 1947
- Testtelen nyáj. Budapest, 1947
- Rapsóné; Művelt Nép, Budapest, 1952 (Bábszínpad)
- Csalóka Péter; Művelt Nép, Budapest, 1955 (Bábszínpad)
- Bóbita. Ifjúsági Kiadó, Budapest, 1955
- A hallgatás tornya. Harminc év verseiből. Szépirodalmi Könyvkiadó, Budapest, 1956
- Tarka forgó. 120 vers az év 12 hónapjára (Károlyi Amyval). Magvető Kiadó, Budapest, 1958
- Tűzkút; Magyar Műhely, Párizs, 1964
- Tűzkút. Magvető Kiadó, Budapest, 1964
- Hold és sárkány. Két dráma (A holdbeli csónakos; Octopus). Magvető Kiadó, Budapest, 1967
- Merülő Saturnus. Magvető Kiadó, Budapest, 1968
- Zimzizim. Móra Kiadó, Budapest, 1969
- Psyché. Egy hajdani költőnő írásai. Magvető Kiadó, Budapest, 1972
- Télország. Reich Károly rajzaival. Móra Kiadó, Budapest, 1972
- Ha a világ rigó lenne. Móra Kiadó, Budapest, 1973
- Tizenegy szimfónia. Szépirodalmi Könyvkiadó, Budapest, 1973
- Abc. Magyar Helikon Könyvkiadó–Szépirodalmi Könyvkiadó, Budapest, 1974
- 111 vers. Szépirodalmi Könyvkiadó, Budapest, 1974
- Hetedhét ország (Károlyi Amyvel). Kossuth Kiadó, Budapest, 1975
- Áthallások. Szépirodalmi Könyvkiadó, Budapest, 1976
- Három veréb hat szemmel. Antológia a magyar költészet rejtett értékeiből és furcsaságaiból; összeáll., sajtó alá rend., jegyz., tan. Weöres Sándor, bev., forrásjegyzék Kovács Sándor Iván, utószó Bata Imre; Szépirodalmi, Budapest, 1977
- Harmincöt vers. Magvető Könyvkiadó, Budapest, 1978
- Baranyai képek (Martyn Ferenc rajzaival). Képzőművészeti Alapítvány, Budapest, 1979
- Egysoros versek. Szántó Tibor montázsaival. Magyar Helikon–Szépirodalmi Könyvkiadó, Budapest, 1979
- Szent György és a sárkány. Nemzeti Színház, Budapest, 1979
- Ének a határtalanról. Magvető Kiadó, Budapest, 1980
- Weöres Sándor kézírásos könyve. Szépirodalmi Könyvkiadó, Budapest, 1981
- Mahruh veszése. Békés Megyei Könyvtár, Békéscsaba, 1982
- Színjátékok. Magvető Kiadó, Budapest, 1983
- Három veréb hat szemmel. Antológia a magyar költészet rejtett értékeiből és furcsaságaiból, 1-2.; 2. bőv. kiad.; összeáll., sajtó alá rend., jegyz., tan. Weöres Sándor, bev., forrásjegyzék Kovács Sándor Iván, utószó Bata Imre; Magvető, Budapest, 1983
- Posta messziről. Magvető Kiadó, Budapest, 1984
- Magyar etűdök. Száz kis énekszöveg. Budapest, 1985
- Kútbanéző. Magvető Kiadó, Budapest, 1987
- Fairy spring. Freskók és stukkók egy vidám színházba. Helikon, Budapest, 1988
- A kétfejű fenevad avagy Pécs 1686-ban. Történelmi panoptikum 2 részben. Madách Színház, Budapest, 1989
- A sebzett föld éneke. Magvető Kiadó, Budapest, 1989

#### Posztumusz kötetek
- Szent Miklós. Budapest, 1992
- Weöres Sándor diákkori versesfüzete, iskolai dolgozata, levelei; Hazánk, Győr, 1992
- Egyedül mindenkivel. Weöres Sándor beszélgetései, nyilatkozatai, vallomásai; szerk. Domokos Mátyás; Szépirodalmi, Budapest, 1993
- Szó és kép. Pesti Szalon, Budapest, 1993
- Weöres Sándor titkai. Károlyi Amy és Weöres Sándor kéziratos verseskönyve, 1947–1948; szerk., előszó, jegyz. Szigethy Gábor; Cserépfalvi, Budapest, 1993
- Fantaisie orientale. Borda Antikvárium, Budapest, 1994
- Károlyi Amy: Tollrajzok; rajz. Weöres Sándor, szerk. Szántó Tibor, előszó Kovács Sándor Iván; Philobiblon, Budapest, 1995
- Párhuzamos napló. Weöres Sándor és Nyisztor Zoltán keleti útja; összeáll., szöveggond., utószó Steinert Ágota; Terebess, Budapest, 1998
- Versek a hagyatékból. Egybegyűjtött versek IV.; sajtó alá rend., jegyz., utószó Steinert Ágota; Saxum, Budapest, 1999
- Priapos. Pajzán versek. Helikon, Budapest, 2001
- Octopus, avagy Szent György és a Sárkány históriája. Tragikomédia öt felvonásban, két részben. Balassi Kiadó–Katona József Színház, Budapest, 2002
- Holdaskönyv (Pásztor Bélával). Napkút Kiadó, Budapest, 2004
- Színjátékok. Argumentum Kiadó, Budapest, 2005
- Az éjszaka csodái; Tericum, Budapest, 2009
- Három veréb hat szemmel. Antológia a magyar költészet rejtett értékeiből és furcsaságaiból, 1-2.; 3. bőv. kiad.; összeáll., sajtó alá rend., jegyz., tan. Weöres Sándor, bev., forrásjegyzék Kovács Sándor Iván, utószó Bata Imre; Helikon, Budapest, 2010
- Elhagyott versek; Helikon Kiadó, Budapest, 2013 (Egybegyűjtött művek)
- Weöres Sándor–Károlyi Amy: Macskaszerenád; vál., szerk. utószó Steinert Ágota, ill. Orosz István; Helikon, Budapest, 2017

### Életműkiadások, levelezés
- Egybegyűjtött írások I–II. Magvető Kiadó, Budapest, 1970
- Egybegyűjtött írások III. Magvető Kiadó, Budapest, 1975
- Egybegyűjtött levelek, 1–2.; szerk. Bata Imre, Nemeskéri Erika, jegyz. Nemeskéri Erika, utószó Bata Imre; Pesti Szalon–Marfa-Mediterrán, Budapest, 1998
- Egybegyűjtött írások, 1–3. Versek, kisebb prózai írások. Argumentum Kiadó, Budapest, 2003
- Egybegyűjtött színjátékok; Helikon, Budapest, 2011 (Egybegyűjtött művek)
- Egybegyűjtött prózai írások; sajtó alá rend. Steinert Ágota; Helikon, Budapest, 2011 (Egybegyűjtött művek)
- Egybegyűjtött költemények, 1–3.; Helikon, Budapest, 2013 (Egybegyűjtött művek)
- Elhagyott versek; Helikon Kiadó, Budapest, 2013 (Egybegyűjtött művek)
- „Fenn az idő tűhegyén…”. Weöres Sándor és Lovász Pál levelezése, 1938–1975; sajtó alá rend. Szirtes Gábor; Pro Pannonia, Pécs, 2017 (Pannónia könyvek)

### Válogatások
- Válogatott versek. Magvető Kiadó–Szépirodalmi Könyvkiadó, Budapest, 1976
- Weöres Sándor legszebb versei. Albatrosz Kiadó, Bukarest, 1985
- Csak játék?; vál., szerk. Steinert Ágota; KISZ KB Kulturális Osztálya, Budapest, 1987
- Sok tünemény. Válogatott versek. Pesti Szalon, Budapest, 1993
- Weöres Sándor válogatott versei I–III. Unikornis Kiadó, Budapest, 1996
- Palya Bea–Weöres Sándor: Psyché; Helikon, Budapest, 2005 (Hangzó Helikon) + CD
- 100 Weöres. Weöres Sándor verseiből; vál. Steinert Ágota; Emberi Erőforrások Minisztériuma–Közigazgatási és Igazságügyi Minisztérium–Magyar Vakok és Gyengénlátók Országos Szövetsége, Budapest, 2013
- Füves könyv; vál., szerk., sajtó alá rend. Steinert Ágota; Helikon, Budapest, 2013
- Kutyafülű Aladár. Válogatás a költő legszebb gyermekverseiből századik születésnapja alkalmából; szerk. Steinert Ágota; Holnap, Budapest, 2013
- Szerelmes verseim; vál., szerk., sajtó alá rend. Steinert Ágota; Helikon, Budapest, 2014
- Éren-nádon. Versek, mondókák állatokról; vál., szerk., sajtó alá rend. Steinert Ágota; Helikon, Budapest, 2014
- Köszöntlek, karácsony; vál., szerk. Jeneiné Somogyi Judit; Lazi, Szeged, 2016
- Rapszódia a kivívott szabadságról; vál., szerk., sajtó alá rend. Steinert Ágota; Helikon, Budapest, 2016
- Bóbita varázskönyve. Weöres-breviárium; összeáll., ritmizálta Nagy L. János; SZEK JGYF, Szeged, 2018

### Idegen nyelven
- Kneževska grobnica; vál., macedónra ford. Paskal Gilevski; Ogledalo, Skopje, 1985 (Metafora)
- If all the world were a blackbird. Poems (Ha a világ rigó lenne); angolra ford. Alexander Fenton; Aberden University Press, Aberdeen, 1985
- Kivi ja ihminen. Runoja ja proosarunoja; finnre ford. Hannu Launonen, Jávorszky Béla; Söderström, Porvoo–Helsinki–Juva, 1986 (Unkarin kirjallisuutta)
- 40 peszama / 40 vers; vál., szerbre ford. Ivan Ivanji, ford. Ivan Lalic, Salgó Judit, bev. Alekszandar Petrov; Szmederevszka pesznicska jeszen–Nas glasz, Szmederevo, 1988 (Biblioteka Zlatni kljucs)
- Eternal moment. Selected poems; szerk. Vajda Miklós, előszó William Jay Smith, utószó Edwin Morgan, angolra ford. Alan Dixon et al.; New Rivers Press–Corvina–Anvil Press Poetry, St. Paul–Budapest–London, 1988
- Keby bol svet drozdom; vál., szlovákra ford. Ivan Kupec; Mladé letá, Bratislava, 1988
- Ognyennij kologyec. Sztyihi; összeáll. Vjacseszlav Szereda, előszó Jelena Malihina, oroszra ford. Oleg Rosszijanov et al.; Raduga, Moszkva, 1988
- Der von Ungern. Gedichte und acht Zeichnungen; vál., ford. németre Barbara Frischmuth és Robert Stauffer, utószó Robert Stauffer; Suhrkamp, Frankfurt, 1991 (Bibliothek Suhrkamp)
- Self-portrait. Selected poems by Sándor Weöres; ill. Imelda de Valk, angolra ford. William Jay Smith et al.; Magyar Iparművészeti Főiskola, Budapest, 1991
- Keby svet bol drozdom. Básne pre deti (Ha a világ rigó lenne); szlovákra ford. Gregor Papuček; Etnikum, Budapest, 1997
- Chants de Na Conxy Pan / Dalok Na Conxy Pan-ból; franciára ford., ill. Ditrói Ákos; Ditrói Ákos, Párizs–Budapest, 1998
- Ka potpunoszti (A teljesség felé); szerbre ford. Sava Babić, utószó Hamvas Béla; Zaduzsbina Petar Kocsi, Banja Luka–Beograd, 2000 (Biblioteka prevodi)
- Dix-neuf poèmes; franciára ford. Lorand Gaspar, Bernard Noël, Ibolya Virág; Virág, Paris, 2002
- Věž mlčení; jegyz. Béla Hap, csehre ford. Václav Daněk; BB art, Praha, 2003 (Versus)
- 62 poems / 62 vers; angolra ford. Tótfalusi István; Maecenas, Budapest, 2004
- A teljesség felé. Szemelvények / Zou xiang wanmei. Jie xuan; kínaira ford. Chai Pengfei; Argumentum, Budapest, 2007, 2010 [cop. 2007]; (Weöres Sándor neve kínai formában is feltüntetve: Wei Laishi) ISBN 9789639682030
- Det högre ljuset. Dikter; vál., svédre ford. Ove Berglund; Brända böcker, Stockholm, 2009

### Műfordítások
- PO CSÜ-JI: Po Csü-Ji versei. Szépirodalmi Könyvkiadó, Budapest, 1952
- SEVCSENKO, Tarasz Grigorevics: Kobzos. Válogatott költemények. Új Magyar Könyvkiadó, Budapest, 1953
- CSÜ JÜAN: Csü Jüan versei. Szépirodalmi Könyvkiadó, Budapest, 1954
- KIPLING, Joseph Rudyard: A dzsungel könyve [versbetétek] Ifjúsági Kiadó, Budapest, 1954
- RUSZTAVELI: A tigrisbőrös lovag Új Magyar Könyvkiadó, Budapest, 1954
- GARCÍA LORCA, Federico: Toreádorsirató. Válogatott költemények és színművek. Európa Könyvkiadó, Budapest, 1957, 46-47., 49., 57–58., 99–101., 108–109., 113., 115–118., 121., 130., 133., 137–138., 226–228., 250., 261., 273.
- LERMONTOV, Mihail Jurjevics: Válogatott költemények. Európa Kiadó, Budapest, 1957, 55., 58., 62., 64–65., 120., 124., 156., 169.
- MAJAKOVSZKIJ, Vlagyimir Vlagyimirovics: Vlagyimir Majakovszkij válogatott művei I. Európa Kiadó, Budapest, 1957, 501–503.
- LAO-CE: Tao Te King. Az Út és Erény könyve. Európa Kiadó, Budapest, 1958
- BRJUSZOV, Valerij Jakovlevics: Valerij Brjuszov válogatott költeményei. Magvető Kiadó, Budapest, 1959
- MAO CE-TUNG: Mao Ce-tung 21 verse. Magvető Kiadó, Budapest, 1959
- SCOTT, Walter: Rob Roy [versbetétek] Móra Kiadó, Budapest, 1959
- GUILLÉN, Nicolás: Kubai elégia. Válogatott versek. Európa Kiadó, Budapest, 1961, 17–22., 33–34., 103–104.
- SHAKESPEARE, William: VIII. Henrik. Móra Kiadó, Budapest, 1961
- SHAKESPEARE, William: Vénusz és Adonisz. In: Shakespeare összes művei, Európa Könyvkiadó, Budapest, 1961, 7. kötet, 5-46.
- SHELLEY, Percy Bysshe: A megszabadított Prometheus. Lírai dráma négy felvonásban. Móra Kiadó, Budapest, 1961
- TOURNEUR, Cyril: A bosszúálló tragédiája. In: Angol reneszánsz drámák, Európa Könyvkiadó, Budapest, 1961, 2. kötet, 181-282.
- FOLLAIN, Jean: Az élet képei. Válogatott versek. Európa Kiadó, Budapest, 1964, 43., 70., 75.
- MALLARMÉ, Stéphane: Mallarmé költeményei. Magyar Helikon Könyvkiadó, Budapest, 1964
- SCOTT, Walter: Puritánok utódai [versbetétek]. Európa Kiadó, Budapest, 1964
- HO SI MINH: Börtönnapló. Európa Kiadó, Budapest, 1965
- Molière: Férjek iskolája. In: Molière összes színművei, Magyar Helikon, 1965, 1. kötet, 381-442.
- COŞBUC, George: Coşbuc legszebb versei. Ifjúsági Kiadó, Bukarest, 1966, 103–107.
- LERMONTOV, Mihail Jurjevics: Lermontov válogatott művei. Európa Kiadó, Budapest, 1974, 75., 79., 84., 87–88., 113., 117.
- NOVOMESKY, Laco: Válogatott versek. Madách Kiadó, Bratislava, 1974, 15., 87., 94.
- SANTARCANGELI, Paolo: Szökőár. Európa Kiadó, Budapest, 1974
- WOLKER, Jiří: Ballada az álomról. Válogatott versek. Európa Kiadó, Budapest, 1974, 33–34., 46.
- BRJUSZOV, Valerij Jakovlevics: A városhoz. Válogatott versek. Magyar Helikon, Budapest, 1975, 7–9., 29–30., 44., 53–54., 82–83.
- CUMMINGS, Edward Estlin: E. E. Cummings 99 verse. Európa Kiadó, Budapest, 1975
- HERBERT, Zbigniew: Az angyal kihallgatása. Európa Kiadó, Budapest, 1979
- SZEPSI CSOMBOR Márton: Europica varietas… [versbetétek] Szépirodalmi Könyvkiadó, Budapest, 1979
- DZSAJADÉVA: Gíta Govinda. Magvető Kiadó, Budapest, 1982
- MAJAKOVSZKIJ, Vlagyimir Vlagyimirovics: Vlagyimir Majakovszkij válogatott versei. Kozmosz Kiadó, Budapest, 1982, 25–27., 30–31., 117–119.
- PANNONIUS, Janus: Janus Pannonius válogatott munkái. Kozmosz Kiadó, Budapest, 1982, 14., 19., 24., 42., 63., 110., 131–134.
- KALMÁR György: Kalmár György utazásai. Magyar Iparművészeti Főiskola Tipográfiai Tanszék, Budapest, 1983
- MANDER, Karel van: Hírneves németalföldi és német festők élete [versbetétek]. Helikon, Budapest, 1987

Halála után megjelent kötetek:
- DOBOS László (szerk.): A pillangó álma. A régi Kína bölcsessége. Helikon, Budapest, 1992
- LATOR László (szerk.): Janus Pannonius és Balassi Bálint válogatott költeményei. Unikornis Kiadó, Budapest, 1994, 7–10., 15., 23., 25–27., 29–31., 33., 37., 40–41., 44–46., 63., 80–81.
- PUSKIN, Alekszandr Szergejevics: Alekszandr Szergejevics Puskin legszebb versei. Móra Kiadó, Budapest, 1995
- AMARU–BHARTRIHARI: Vágyzuhatag. Amaru és Bhartrihari szanszkrit verseiből. Terebess, Budapest, 1997
- QU YUAN: Kilenc varázsének. Csü Jüan: Kilenc dal. Balassi Kiadó, Budapest, 1998
- TŐKEI Ferenc: A kínai zene elméletéről [függelék] Argumentum Kiadó, Budapest, 1998
- SCOTT, Walter: Ivanhoe [versbetétek] Kossuth Kiadó, Budapest, 2006

Válogatások:
- A lélek idézése. Műfordítások. Európa Könyvkiadó, Budapest, 1958
- Egybegyűjtött műfordítások. Magvető Kiadó, Budapest, 1976
- Egybegyűjtött műfordítások, 1-4.; Helikon, Budapest, 2011–2012 (Egybegyűjtött művek)